# Mammillaria moelleriana
Mammillaria moelleriana är en kaktusväxtart som beskrevs av Boed. Mammillaria moelleriana ingår i släktet Mammillaria och familjen kaktusväxter. Inga underarter finns listade i Catalogue of Life.

## Bildgalleri

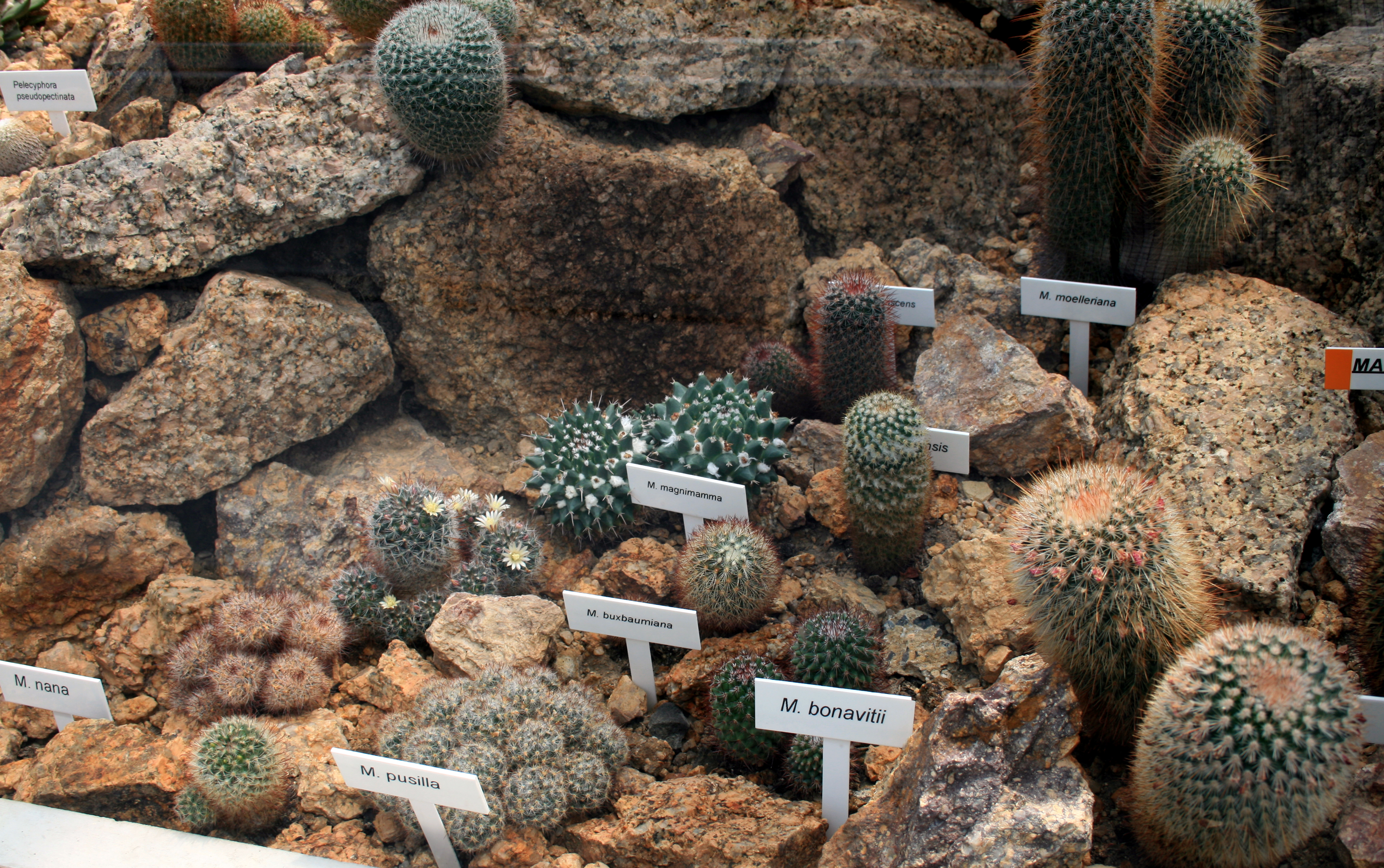
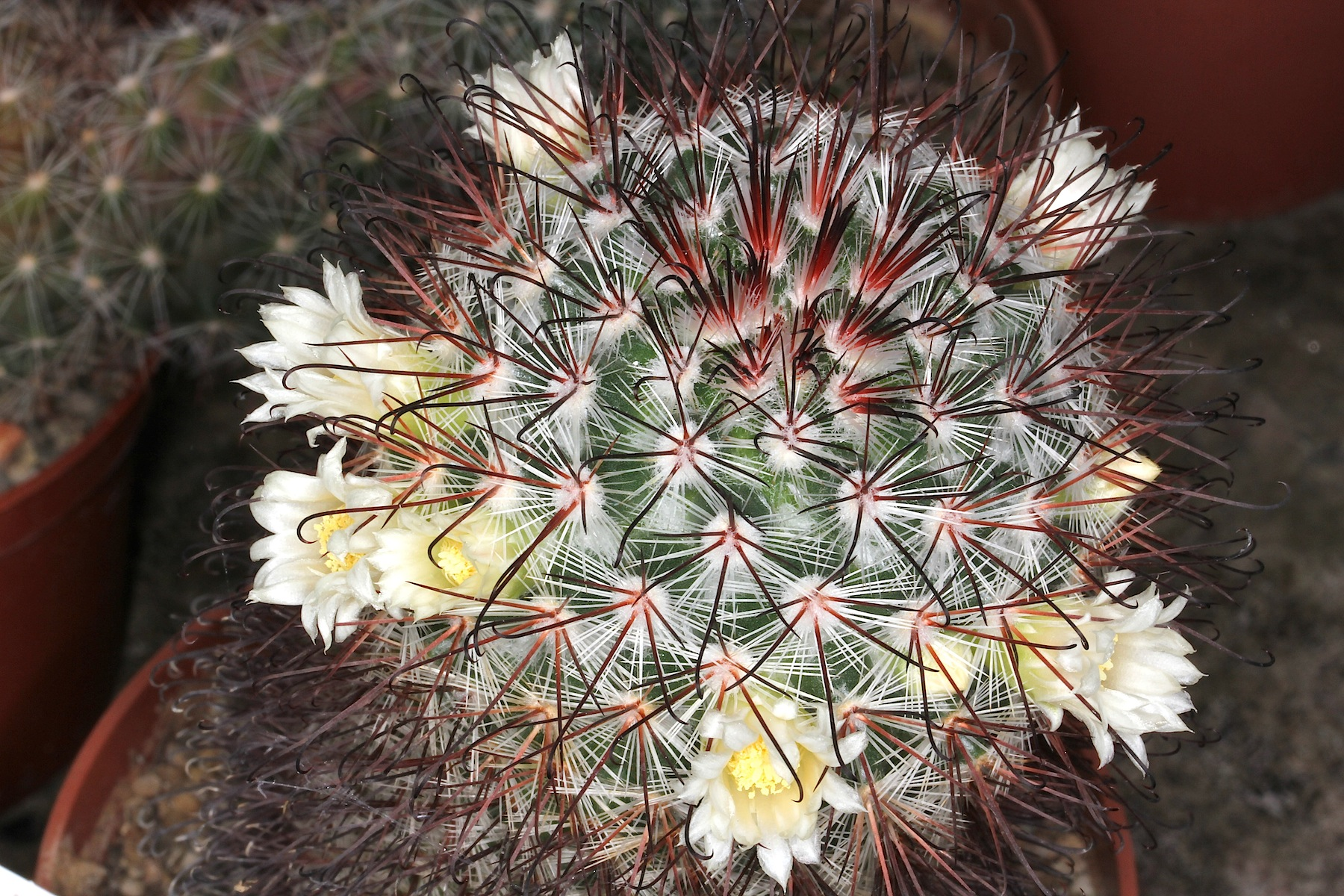